# Der Karrierist
Der Karrierist ist ein kubanischer Spielfilm aus dem Jahre 1986. Der Film lief ab 15. Januar 1988 in den Kinos der DDR und am 25. Juli 1991 erstmals im ZDF unter dem Titel Ein Mann mit Erfolg.

## Handlung
Der Film zeigt die Lebenswege zweier Söhne aus einer reichen kubanischen Familie zwischen 1929 und 1959. Während Darío Argüelles seinen sozialistischen Idealen folgt, im Spanischen Bürgerkrieg in den Internationalen Brigaden kämpft und später die Redaktion einer sozialistischen Zeitung leitet, wandelt sich sein Bruder vom anfänglich überzeugten Anarchisten zum Opportunisten, der im Laufe der Zeit alle seine Ideale verrät. Er wird Senator der Batista-Regierung. In dieser Position wendet er sich gezwungenermaßen gegen die eigene Familie, verschuldet den Tod seines Bruders Darío und den Selbstmord seiner Mutter. Nach dem Sieg der Revolution steht er vor dem Nichts.

## Kritiken
„Ein konsequent nostalgischer Rückblick, der mit bisweilen überzeichnenden Pathos und enormem detailverliebten Aufwand an Kostümen und Dekors die Zustände im feudalen und dekadenten Havanna vor der Revolution rekonstruiert.“

„Wie immer ist Solás um eine enge Verknüpfung von Ideologie und Dramatik bemüht. Er gestaltet mit der Mentalität des Lateinamerikaners und auf die Mentalität seiner Landsleute zielend, also mit großen, ja manchmal exorbitanten Gefühlen im Bereich der zwischenmenschlichen Beziehungen und zugleich mit deutlichen politischen Betonungen. Künstlerisches Vermögen, Stilgefühl und ein sicheres ästhetisches Urteil bewahren ihn dabei vor Manieriertheit und Schematismus. Der Blick zurück in die jüngere Vergangenheit der Karibikinsel ist nicht zuletzt auch eine Möglichkeit, die Gegenwart und ihre Probleme besser zu verstehen.“